# Apple Watch Series 3
Apple Watch Series 3 — модель четвертого покоління Apple Watch. Цей пристрій був випущений 22 вересня 2017 року, продовжуючи щорічний цикл випуску Apple. Станом на вересень 2020 року Apple Watch Series 3 з Wi-Fi та GPS можна придбати за 199 доларів. Додавання стільникового зв'язку більше недоступне.
Apple підкреслювала необхідність цього продукту для відстеження цілей у фітнесі у рекламних компаніях. «Ціль 3 кільця» для відстеження рівня фізичної підготовки користувача під час використання пристрою вдосконалена для точності та планів тренувань. У Apple Watch Series 3 вперше був використаний мобільний зв'язок, якого у інших моделях Apple Watch не було. Чотири основні оператори в США (AT&amp;T, Sprint Wireless, T-Mobile та Verizon Wireless) підтримують Apple Watch Series 3 і використовують той самий номер мобільного телефону, що і iPhone користувача.

## Особливості
Apple Watch Series 3 вперше забезпечила стільниковий зв'язок LTE у Apple Watch, що дозволяє користувачам здійснювати телефонні дзвінки, користуватися iMessage, передавати музику Apple та подкасти безпосередньо на годинник, коли iPhone, з яким він зв'язаний, поблизу немає. Годинник постачається з електронною SIM-карткою і має той самий номер мобільного телефону, що і iPhone користувача. Плани надбудови починаються з 10 доларів на місяць від чотирьох основних постачальників США.

## Апаратне забезпечення
Apple Watch Series 3 має двоядерний процесор Apple S3, що на 70 % швидший за попередній, Apple S2, і забезпечує голосові відповіді Siri. Він оснащений Bluetooth 4.2, що дозволяє швидше і надініше підключатися до спареного пристрою, проти 4.0 на старих моделях. Apple Watch Series 3 підтримує стільниковий зв'язок та має червону цифрову корону, але версія без LTE має звичайну цифрову корону. У годинник вбудований чіп NFC, який можна використовувати для безконтактної оплати за допомогою Apple Pay. Apple має 18 годин автономної роботи. Кожна модель Series 3 поставляється в 38- або 42-міліметровому корпусі, при цьому більший розмір має трохи більший екран і акумулятор. Він також включає ISO 22810: 2010 водостійкість (до 50 метрів) від Apple Watch Series 2.

## Програмне забезпечення
Починаючи з вересня 2020 року, Apple Watch Series 3 виготовлюється з watchOS 7, який має нову програму «Сон» (що допомагає відстежувати сон), функцію Watch Face (для спільного використання конкретних обличь з конкретними ускладненнями), а також нове тренування варіанти (Танець, Тренування функціональної сили, Основні тренування та перезавантаження)

## Вимоги
Сумісність залежить від версії watchOS, якою оснащений пристрій. Станом на вересень 2020 року, Apple Watch Series 3 постачається з watchOS 7 і офіційно вимагає iPhone версії 6S або новішої, з iOS 14 або новішої версії.